# Natalija Woroschbyt
Natalija Anatolijiwna Woroschbyt (ukrainisch Наталія Анатоліївна Ворожбит, englisch Natalia Vorozhbit; * 4. April 1975 in Kiew, Ukrainische SSR) ist eine ukrainische Dramatikerin und Drehbuchautorin.

## Leben und Werk
Natalija Woroschbyt studierte am Institut für Literatur in Moskau. Sie hat an Autorenprogrammen der Universität in Iowa (USA) und des Royal Court Theater in London teilgenommen. Ihre Stücke wurden in verschiedenen Ländern Europas und den Vereinigten Staaten gezeigt und in neun Sprachen übersetzt. Sie erhielt 2020 die ukrainische Auszeichnung Women in Arts für Theater und Film.
2015 schrieb sie den Monolog „Wo ist Osten? Monolog Nr.1“ der 2015 in Kiew Premiere hatte, im folgenden Jahr am Maxim-Gorki-Theater in Berlin und anschließend auf weiteren deutschen Bühnen gespielt wurde.
2017 wurde am Royal Court ihr Stück „Bad Roads“ uraufgeführt, das ebenso wie „Monolog Nr.1“ den Russisch-Ukrainischen Krieg, insbesondere die Auswirkung des Kriegs auf die Frauen, zum Thema hat. Die deutschsprachige Erstaufführung fand am 30. April 2022 durch das Studiotheater Expoplaza in einer Übersetzung durch Lydia Nagel unter dem Titel „Zerstörte Straßen“ in Hannover statt.
Natalija Woroschbyt hat das Drehbuch zu dem Film The Wild Fields geschrieben, der 2018 in ukrainischen Kinos angelaufen ist. Es ist die Verfilmung eines Buchs von Serhij Schadan mit dem deutschen Titel „Die Erfindung des Jazz im Donbass“, eine Koproduktion mit Deutschland und der Schweiz. Es ist der Debütfilm des ukrainischen Regisseurs Jaroslav Lodygin.